# Ornano

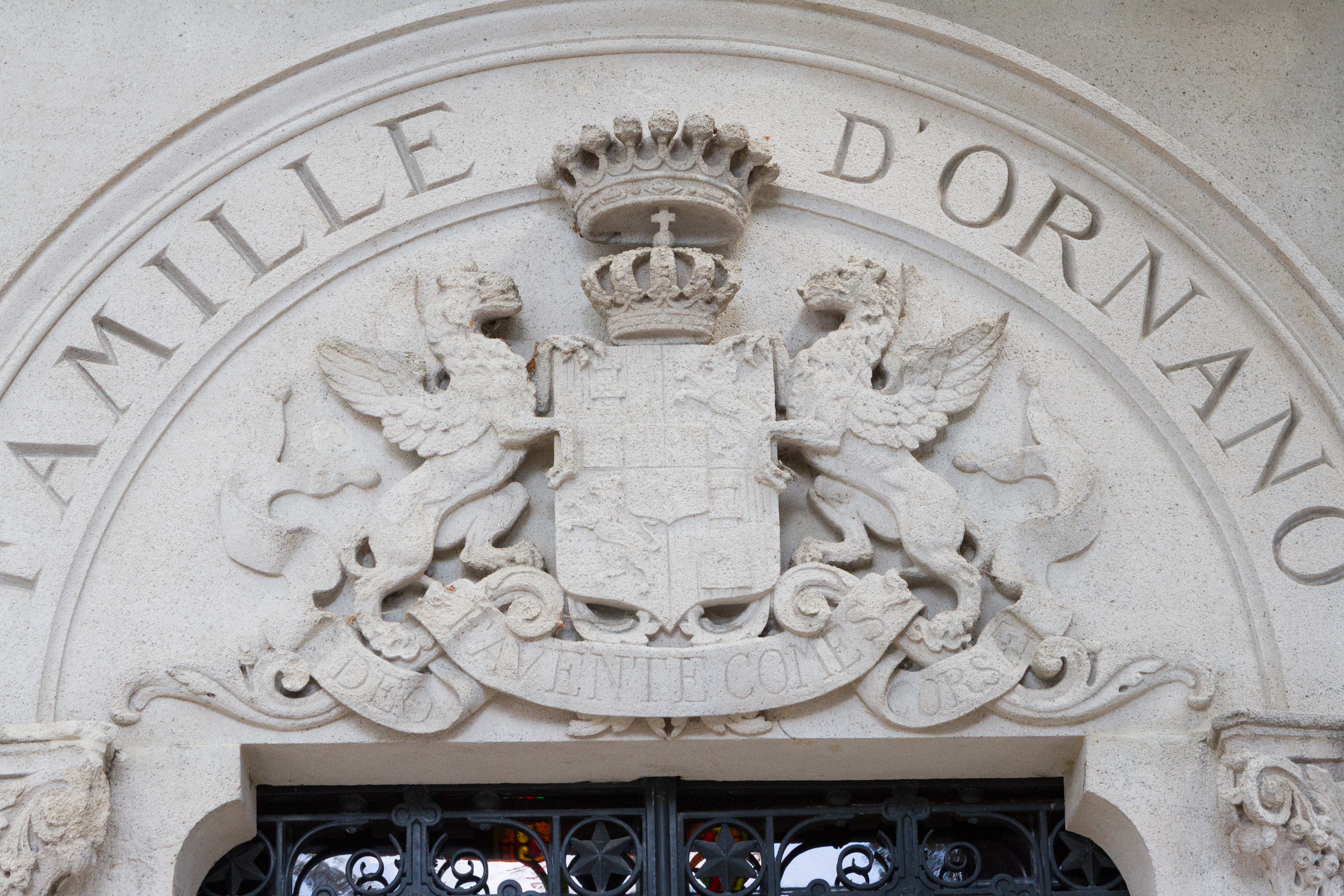
Stemma di Casa d'Ornano sull'omonima Cappella del cimitero del Père-Lachaise a Parigi

La Casata d'Ornano fu una delle più antiche famiglie nobiliari corse e prese il nome dal dipartimento di Ornano, situato nella Corsica del Sud, in cui si trova Bastelica, pieve di Ajaccio, da cui proveniva la famiglia.

## Storia

### Origini
Dei d'Ornano si hanno notizie a partire dal XIII secolo. Col tempo divennero, insieme ai Bonaparte, una delle famiglie più importanti dell'Isola.
Alfonso Gieronimo d'Ornano partecipò ad azioni di guerra a favore dei genovesi. Il suo secondogenito Francesco fu sempre fedele alla Repubblica di Genova. La figlia di Francesco, Vannina sposò a soli quindici anni Sampiero da Bastelica, detto Sampiero Corso, mercenario e indipendentista che lottava contro i dominatori genovesi, che uccise Vannina sospettandola di tradimento.

### Ascesa nel Regno di Francia
Vannina ebbe due figli, Alfonso II e Anton Francesco che lottarono con i francesi contro i genovesi. Il primogenito di Alfonso II, Jean-Baptiste ebbe le simpatie della regina di Francia Maria de' Medici e fu luogotenente generale di Normandia. Essendo al servizio del fratello di Luigi XIV fu sospettato di aiutare i nemici della Francia e fu fatto avvelenare dal cardinale Richelieu.
Il secondogenito di Alfonso II, Enrico Francesco fu Maresciallo di Francia, mentre il quartogenito, Giuseppe Carlo divenne abate di Saint-Croix e poi maestro di reggimento di Orléans. Infine Giulio Ornano divenne cavaliere di Santo Stefano e accumulò molte ricchezze al servizio del papa e Ranuccio Ornano aiutò la Repubblica di Genova a combattere i Savoia.
Nel 1661, Gio Battista d'Ornano, invece, sposò ad Ajaccio Colomba Splendiano, da cui ebbe nel 1675 Ludovico d'Ornano.

### Primo e secondo Impero francese
Il pronipote di Ludovico fu Philippe Antoine d'Ornano (1784-1863), figlio di Isabella Bonaparte, che al servizio di suo cugino Napoleone I e di Napoleone III, ottenne importanti riconoscimenti e venne creato Conte d'Ornano e dell'Impero nel 1808, generale di divisione nel 1812, ciambellano dell'Imperatore nel 1814 e maresciallo di Francia nel 1861.

## Genealogia parziale
origini
Guglielmo d'Ornano (c. 1240 - ?), signore di Ornano - sposò Rinalda d'Istria (c. 1250 - ?):
1. Lupo (c. 1280 - dopo il 1340), signore:
  1. Arrigo (c. 1300 - ?):
    1. Giudicello (c. 1340 - ?):
      1. Nicroso (c. 1370 - 1417), signore - sposò Filidora:
        1. Orlando (c. 1410 - 1475), signore 
          1. Giovanni:
            1. Vinciguerra:
              1. Lanfranco:
                1. Simone:
                  1. Giulio - sposò Francesca Monticchi:
                    1. Simone (1572 - 1649), Capitano, colonnello al servizio di Papa Urbano VIII - sposò Franceschetta d'Ornano:
                      1. Isabella
                      2. Giulio (1593 - ?)
                      3. Cesare (1612)

          2. Bernardino:
            1. Giovanni Battista:
              1. Francesco, capitano al servizio di Venezia:
                1. Pietro Paolo, colonnello generale - - sposò Franchetta d'Istria:
                  1. Giovanna (? - 2 ottobre 1645) - sposò Giulio Cuneo d'Ornano (1 novembre 1580 - 9 aprile 1642): con discendenza;

          3. Antonio (? - 1520):
            1. Paolo - sposò Cornesia:
              1. Antonio Francesco (c. 1571 - 1628) - sposò Giulia d'Istria:
                1. Rinuccio (? - 1681) - sposò Geronima d'Istria:
                  1. Giovanni Luca - sposò Geronima Baciocchi:
                    1. Paolo Francesco (c. 1656 - 3 settembre 1719) - sposò Livia Maria Bicasi (? - prima del 1697); sposò, vedovo, Constanza d'Ornano (c. 1625 - ?):
                      1. (I) Maria Geronima (25 aprile - 11 maggio 1682)
                      2. Ignazio (1684 - 1715)
                      3. Giovanni Luca (1690 - 1730)
                      4. (II) Pasquale (3 dicembre 1710 - ?)
                      5. Pier Andrea (22 maggio 1716 - ?) - sposò Ottavia d'Ornano:
                        1. Ferdinando (10 dicembre 1749 - 1824) - sposò Maria Ottaviani:
                          1. Pier Andrea (1785 - 1846) - sposò Angela Maria Colonna d'Istria:
                            1. François Antoine (28 giugno 1817 - 1897) - sposò Marie Caroline d'Ornano:
                              1. Camille (3 giugno 1843 - 30 aprile 1903) - sposò Nunzia Maria Leonardi (1 ottobre 1849 - 6 maggio 1923):
                                1. Marie Françoise
                                2. Félix Pierre Lélie (1885 - ?) - sposò Livie Marie Jacqueline Petroli (1889 - ?):
                                  1. Camille Virgile (1917 - 1987)

                                3. Marie Caroline

                    2. Luchinetta - sposò Vincintello d'Istria (? - 1718): con discendenza;

                  2. Livia - sposò Ettore Ettori (1588 - 1626): con discendenza;

                2. Antonio (? - 1649) - sposò Maddalena da Bozzi:
                  1. Cesare (1646 - 1711):
                    1. Giovanni Luca (1671 - 1711)

                  2. Giuseppe:
                    1. Anna Maria (1678 - ?) - sposò Mario Peraldi (1679 - ?): con discendenza;

                3. Domenico
                4. Ippolita - sposò Orazio Colonna Bozzi (c. 1617 - ?): con discendenza
                5. Pier Andrea (c. 1625 - ?):
                  1. Costanza - sposò Paolo Francesco d'Ornano (c. 1656 - 3 settembre 1719): con discendenza;

          4. Alfonso (c. 1450 - 14 dicembre 1494): RIVEDI
            1. Paolo:
              1. Lodovico:
                1. Michel Ange (1540 - 1603):
                  1. Camilla - sposò Guglielmo da Bozzi

                2. Gio Antonio:
                  1. Marco:
                    1. Giovan Antonio - sposò Jacqueline Fiorella:
                      1. Jean-Baptiste - sposò Colombe Splendiano:
                        1. Ludovico (1675 - ?) - sposò Marfisa Monticchi:
                          1. Filippo Antonio (1717 - ?) - sposò Maria Geronima Maggioco:
                            1. Lodovico (7 giugno 1744 - 4 giugno 1816) - sposò Isabella Bonaparte (1744 - 20 gennaio 1816):
                              1. Philippe Antoine d'Ornano (17 gennaio 1784 - 13 ottobre 1863) - discendenti: vedi sotto: Linea d'Ornano-Bonaparte

            2. Francesco (c. 1490 - 1560), signore - sposò Franceschetta d'Istria (c. 1495 - ?): FARE
              1. Vannina (1530 - 1 agosto 1563) - sposò Sampiero Corso (23 maggio 1498 - 17 gennaio 1567):
                1. Alfonso Gieronimo d'Ornano (1548 - 1610) - discendenti vedi sotto:

            3. Bernardino (? - 1548) - 
              1. (I) Orlando (? - prima del 1591) -  sposò Beatrice Sorba:
                1. Angela - sposò Paolo Maria Pazzo di Borgo
                2. Sebastiano:
                  1. Marco Antonio
                  2. Orlando:
                    1. Sebastiano
                    2. Domenico:
                      1. Geronima - sposò Stefano de Bianchi: con discendenza;

              2. (II) Antonio Paolo (? - 1558):
                1. Domenico
                2. Cesare
                3. Giordano

              3. Angelo Santo:
                1. Alfonso:
                  1. Padivantonio:
                    1. Lorenzo
                    2. Angela - sposò Agostino de Bianchi: con discendenza;

              4. Antonio Guglielmo (? - 1558):
                1. Bernardino
                2. Domenico

              5. Pier Giovanni (? - c. 1589):
                1. Giovanni Francesco:
                  1. Francesco - sposò Bannina da Bozzi:
                    1. Angelo Francesco (1611 - 1615)
                    2. Giovanni Francesco (1616)

                2. Giovanni Paolo
                3. Bernardino
                4. Antonio Francesco

              6. Brigida - sposò Andrea Cuneo d'Ornano: con discendenza;
              7. Benedettina - sposò Cesare della Rocca: con discendenza;

            4. Lodovico

          5. Antonio Paolo:

### Linea francese
Alfonso Gieronimo d'Ornano (marzo 1548 - 21 gennaio 1610), maresciallo di Francia - sposò Marguerite de Pontevès-Carcès (1548 - ?):
1. Anne (c. 1580 - ?) - sposò Antoine de Grimoard-Beauvoir du Roure (c. 1552 - 2 settembre 1622): con discendenza;
2. Madeleine - sposò Pierre d'Esparbès de Lussan: con discendenza;
3. Giovanni Battista (1581 - 2 settembre 1626), maresciallo - sposò Marie de Modaene-Montlaur
4. Henri François :)
5. Sampiero (20 dicembre 1593 - 14 agosto 1649) - sposò Hilaire de Lupé de Sansac:
  1. Jacques Théodore
  2. Marie
  3. Françoise - sposò Jacques de Marmièsse
6. Joseph Charles (c. 1592 - 1 giugno 1670) - sposò Charlotte Perdriel, signora di Beaubigny:
  1. Gaston Jean Baptiste, marchese (? - 1674), moschettiere -
  2. Anne
  3. Anne Charlotte (? - 1698)
7. Louise - sposò Tomaso Lenche (1 febbraio 1873 - 1623): con discendenza;

### Linea d'Ornano-Bonaparte
Philippe Antoine d'Ornano (17 gennaio 1784 - 13 ottobre 1863), senatore del Secondo Impero francese e maresciallo di Francia - sposò Maria Walewska (7 dicembre 1786 - 11 dicembre 1817):
1. Rodolphe Auguste (9 giugno 1817 - 15 ottobre 1865), deputato dell'Yonne e ciambellano di Napoleone III di Francia - sposò Elisabeth Aline de Voyer d'Argenson (25 luglio 1826 - 24 novembre 1899):
  1. Vanina Marie (12 settembre 1846 - 24 luglio 1880) - sposò Jules Adolphe de Bouvet, barone (24 marzo 1833 - 9 novembre 1897): con discendenza;
  2. Alphonse Antoine (29 gennaio 1848 - 6 gennaio 1908) - sposò Marie Colonna d'Istria (27 settembre 1857 - 24 agosto 1920):
    1. Philippe Antoine (14 maggio 1883 - 27 ottobre 1961) - sposò Marcelle Flore Stéphanie Marie Finet (1897 - ?)
    2. Guillaume (25 giugno 1894 - 19 maggio 1985), industriale e sindaco di Moulins-sur-Céphons - sposò Elisabeth Michialska (1 luglio 1901 - 15 giugno 1954):
      1. Michel (12 luglio 1924 - 8 marzo 1991), sindaco di Deauville (1962-1977), deputato di Calvados (1967-1991), ministro tra il 1974 e il 1981; sposò Anne Sylvia Emmanuele de Contadès (1936)
      2. Hubert (1926 - ?) - sposò Isabela Potocki:
        1. Elisabeth

  3. Isabelle Aline (18 febbraio 1850 - ?)
  4. Laure Louise Rodolphe (1852 - ?)
  5. Ludovic Philippe Auguste (10 ottobre 1855 - 6 marzo 1886), sottotenente di cavalleria - sposò Olga Eugénie Anne Alexandre (24 agosto 1852 - 7 novembre 1888):
    1. Vanina Marie Aline Olga (3 gennaio 1885 - 5 febbraio 1929)
    2. Antoine Ludovic François Joseph (9 agosto 1886 - 22 marzo 1934)

  6. Marie Anne Berthe (1857 - ?)

## Membri illustri della famiglia
- Vannina d'Ornano (1530-1563), sposa di Sampiero Corso, che la strangolò;
- Alfonso d'Ornano (1548-1610), figlio di Vannina e di Sampiero Corso, maresciallo di Francia;
- Giovanni Battista d'Ornano (1581-1626), figlio di Alfonso, maresciallo di Francia;
- Paul d'Ornano (1922-2002), politico francese;
- Philippe Antoine d'Ornano (1784-1863), I conte di Ornano, maresciallo dell'Impero e cugino di Napoleone;
- Rodolphe d'Ornano (1816-1865), II conte di Ornano e politico francese.
- Guillaume d'Ornano (1817-1865), nipote di Rodolphe, cofondatore di Lancôme, allevatore di cavalli e politico francese;
- Camille d'Ornano (1917-1987), alto funzionario francese;
- Michel d'Ornano (1924-1991), pronipote di Rodolphe, figlio di Guillaume, industriale, cofondatore di Orlane[2] e politico francese che fu ministro dell'Industria, della Cultura e del Paesaggio dal 1974 al 1981;
- Anne d'Ornano (nata De Contades nel 1936), moglie di Michel d'Ornano e politica francese.